# Kochel am See
Kochel am See is een gemeente in de Duitse deelstaat Beieren, en maakt deel uit van het Landkreis Bad Tölz-Wolfratshausen.
Kochel am See telt 4.163 inwoners en ligt aan de Kochelsee.
In Kochel am See bevindt zich het Franz Marc museum. Deze Duitse expressionistische schilder leefde lange tijd in Ried, een deelgemeente van Kochel. Zijn graf bevindt zich bij de katholieke kerk in Kochel.
Bad Heilbrunn ·
Bad Tölz ·
Benediktbeuern ·
Bichl ·
Dietramszell ·
Egling ·
Eurasburg ·
Gaißach ·
Geretsried ·
Greiling ·
Icking ·
Jachenau ·
Kochel am See ·
Königsdorf ·
Lenggries ·
Münsing ·
Reichersbeuern ·
Sachsenkam ·
Schlehdorf ·
Wackersberg ·
Wolfratshausen